# اوا هاداشی
اوا هاداشی (انگلیسی: Eva Hadashi; ۷ اوت ۱۹۷۵ – ) خواننده، و نویسنده اهل اوکراین است. او همچنین از دانش‌آموختگان دانشگاه ملی تاراس شفچنکو کیف است.